# Medaglie dei Campionati mondiali di nuoto - Nuoto di fondo
In questa pagina sono elencate tutte le medaglie delle gare di fondo ai campionati mondiali di nuoto, a partire dai mondiali di Perth del 1991 e, dal 2000, comprendendo anche i Campionati mondiali di nuoto in acque libere.

## Gare maschili

### 5 km individuali
| Edizione             | Oro                             | Argento                        | Bronzo                                 |
| -------------------- | ------------------------------- | ------------------------------ | -------------------------------------- |
| Perth 1998           | Aleksej Akat'ev ( Russia)       | Ky Hurst ( Australia)          | Luca Baldini ( Italia)                 |
| Honolulu 2000        | Evgenij Bezručenko ( Russia)    | David Meca ( Spagna)           | Luca Baldini ( Italia)                 |
| Fukuoka 2001         | Luca Baldini ( Italia)          | Evgenij Bezručenko ( Russia)   | Marco Formentini ( Italia)             |
| Sharm el Sheikh 2002 | Luca Baldini ( Italia)          | Stefano Rubaudo ( Italia)      | Thomas Lurz ( Germania)                |
| Barcellona 2003      | Evgenij Koškarov ( Russia)      | Christian Hein ( Germania)     | Vladimir Djatčin ( Russia)             |
| Dubai 2004           | Grant Cleland ( Australia)      | Christian Hein ( Germania)     | Josh Santacaterina ( Australia)        |
| Montreal 2005        | Thomas Lurz ( Germania)         | Chip Peterson ( Stati Uniti)   | Simone Ercoli ( Italia)                |
| Napoli 2006          | Thomas Lurz ( Germania)         | Chip Peterson ( Stati Uniti)   | Simone Ercoli ( Italia)                |
| Melbourne 2007       | Thomas Lurz ( Germania)         | Evgenij Dratcev ( Russia)      | Spyridōn Gianniōtīs ( Grecia)          |
| Siviglia 2008        | Thomas Lurz ( Germania)         | Vladimir Djatčin ( Russia)     | Maarten van der Weijden ( Paesi Bassi) |
| Roma 2009            | Thomas Lurz ( Germania)         | Spyridōn Gianniōtīs ( Grecia)  | Chad Ho ( Sudafrica)                   |
| Roberval 2010        | Thomas Lurz ( Germania)         | Evgenij Dratcev ( Russia)      | Fran Crippen ( Stati Uniti)            |
| Shanghai 2011        | Thomas Lurz ( Germania)         | Spyridōn Gianniōtīs ( Grecia)  | Evgenij Dratcev ( Russia)              |
| Barcellona 2013      | Oussama Mellouli ( Tunisia)     | Eric Hedlin ( Canada)          | Thomas Lurz ( Germania)                |
| Kazan 2015           | Chad Ho ( Sudafrica)            | Rob Muffels ( Germania)        | Matteo Furlan ( Italia)                |
| Budapest 2017        | Marc-Antoine Olivier ( Francia) | Mario Sanzullo ( Italia)       | Timothy Shuttleworth ( Regno Unito)    |
| Gwangju 2019         | Kristóf Rasovszky ( Ungheria)   | Logan Fontaine ( Francia)      | Eric Hedlin ( Canada)                  |
| Budapest 2022        | Florian Wellbrock ( Germania)   | Gregorio Paltrinieri ( Italia) | Mychajlo Romančuk ( Ucraina)           |
| Fukuoka 2023         | Florian Wellbrock ( Germania)   | Gregorio Paltrinieri ( Italia) | Domenico Acerenza ( Italia)            |
| Singapore 2025       | Florian Wellbrock ( Germania)   | Gregorio Paltrinieri ( Italia) | Marc-Antoine Olivier ( Francia)        |

- Atleta più premiato: Thomas Lurz ( Germania), 7 , 2
- Nazione più premiata:  Germania (10 , 3 , 2 )

### 10 km individuali
| Edizione             | Oro                              | Argento                          | Bronzo                          |
| -------------------- | -------------------------------- | -------------------------------- | ------------------------------- |
| Honolulu 2000        | David Meca ( Spagna)             | Petăr Stojčev ( Bulgaria)        | Evgenij Bezručenko ( Russia)    |
| Fukuoka 2001         | Evgenij Bezručenko ( Russia)     | Vladimir Djatčin ( Russia)       | Fabio Venturini ( Italia)       |
| Sharm el Sheikh 2002 | Evgenij Koškarov ( Russia)       | Simone Ercoli ( Italia)          | Vladimir Djatčin ( Russia)      |
| Barcellona 2003      | Vladimir Djatčin ( Russia)       | Christian Hein ( Germania)       | David Meca ( Spagna)            |
| Dubai 2004           | Thomas Lurz ( Germania)          | Alan Bircher ( Regno Unito)      | Daniil Serebrennikov ( Russia)  |
| Montreal 2005        | Chip Peterson ( Stati Uniti)     | Thomas Lurz ( Germania)          | Petăr Stojčev ( Bulgaria)       |
| Napoli 2006          | Thomas Lurz ( Germania)          | Valerio Cleri ( Italia)          | Evgenij Dratcev ( Russia)       |
| Melbourne 2007       | Vladimir Djatčin ( Russia)       | Thomas Lurz ( Germania)          | Evgenij Dratcev ( Russia)       |
| Siviglia 2008        | Vladimir Djatčin ( Russia)       | David Davies ( Regno Unito)      | Thomas Lurz ( Germania)         |
| Roma 2009            | Thomas Lurz ( Germania)          | Andrew Gemmel ( Stati Uniti)     | Francis Crippen ( Stati Uniti)  |
| Roberval 2010        | Valerio Cleri ( Italia)          | Evgenij Dratcev ( Russia)        | Vladimir Djatčin ( Russia)      |
| Shanghai 2011        | Spyridōn Gianniōtīs ( Grecia)    | Thomas Lurz ( Germania)          | Sergej Bol'šakov ( Russia)      |
| Barcellona 2013      | Spyridōn Gianniōtīs ( Grecia)    | Thomas Lurz ( Germania)          | Oussama Mellouli ( Tunisia)     |
| Kazan 2015           | Jordan Wilimovsky ( Stati Uniti) | Ferry Weertman ( Paesi Bassi)    | Spyridōn Gianniōtīs ( Grecia)   |
| Budapest 2017        | Ferry Weertman ( Paesi Bassi)    | Jordan Wilimovsky ( Stati Uniti) | Marc-Antoine Olivier ( Francia) |
| Gwangju 2019         | Florian Wellbrock ( Germania)    | Marc-Antoine Olivier ( Francia)  | Rob Muffels ( Germania)         |
| Budapest 2022        | Gregorio Paltrinieri ( Italia)   | Domenico Acerenza ( Italia)      | Florian Wellbrock ( Germania)   |
| Fukuoka 2023         | Florian Wellbrock ( Germania)    | Kristóf Rasovszky ( Ungheria)    | Oliver Klemet ( Germania)       |
| Singapore 2025       | Florian Wellbrock ( Germania)    | Gregorio Paltrinieri ( Italia)   | Kyle Lee ( Australia)           |

- Atleta più premiato: Thomas Lurz ( Germania),
- Nazione più premiata:  Germania (6 , 5 , 4 )

### 25 km individuali
| Edizione             | Oro                                    | Argento                       | Bronzo                        |
| -------------------- | -------------------------------------- | ----------------------------- | ----------------------------- |
| Perth 1991           | Chad Hundeby ( Stati Uniti)            | Sergio Chiarandini ( Italia)  | David O'Brien ( Australia)    |
| Roma 1994            | Greg Streppel ( Canada)                | David Bates ( Australia)      | Aleksej Akat'ev ( Russia)     |
| Perth 1998           | Aleksej Akat'ev ( Russia)              | David Meca ( Spagna)          | Gabriel Chaillou ( Argentina) |
| Honolulu 2000        | Jurij Kudinov ( Russia)                | David Meca ( Spagna)          | Aleksej Akat'ev ( Russia)     |
| Fukuoka 2001         | Jurij Kudinov ( Russia)                | Stephane Gomez ( Francia)     | Stephane Lecat ( Francia)     |
| Sharm el Sheikh 2002 | Jurij Kudinov ( Russia)                | Anton Sanačev ( Russia)       | Gabriel Chaillou ( Argentina) |
| Barcellona 2003      | Jurij Kudinov ( Russia)                | David Meca ( Spagna)          | Petăr Stojčev ( Bulgaria)     |
| Dubai 2004           | Brendan Capell ( Australia)            | Jurij Kudinov ( Russia)       | Evgenij Koškarov ( Russia)    |
| Montreal 2005        | Chip Peterson ( Stati Uniti)           | Thomas Lurz ( Germania)       | Petăr Stojčev ( Bulgaria)     |
| Napoli 2006          | Josh Santacatrerina ( Australia)       | Jurij Kudinov ( Russia)       | Petăr Stojčev ( Bulgaria)     |
| Melbourne 2007       | Jurij Kudinov ( Russia)                | Marco Formentini ( Italia)    | Mohamed Zanaty ( Egitto)      |
| Siviglia 2008        | Maarten van der Weijden ( Paesi Bassi) | Mark Warkentin ( Stati Uniti) | Jurij Kudinov ( Russia)       |
| Roma 2009            | Valerio Cleri ( Italia)                | Trent Grimsey ( Australia)    | Vladimir Djatčin ( Russia)    |
| Roberval 2010        | Alex Meyer ( Stati Uniti)              | Valerio Cleri ( Italia)       | Petăr Stojčev ( Bulgaria)     |
| Shanghai 2011        | Petăr Stojčev ( Bulgaria)              | Vladimir Djatčin ( Russia)    | Csaba Gercsák ( Ungheria)     |
| Barcellona 2013      | Thomas Lurz ( Germania)                | Brian Ryckeman ( Belgio)      | Evgenij Dratcev ( Russia)     |
| Kazan 2015           | Simone Ruffini ( Italia)               | Alex Meyer ( Stati Uniti)     | Matteo Furlan ( Italia)       |
| Budapest 2017        | Axel Reymond ( Francia)                | Matteo Furlan ( Italia)       | Evgenij Dratcev ( Russia)     |
| Gwangju 2019         | Axel Reymond ( Francia)                | Kirill Beljaev ( Russia)      | Alessio Occhipinti ( Italia)  |
| Budapest 2022        | Dario Verani ( Italia)                 | Axel Reymond ( Francia)       | Péter Gálicz ( Ungheria)      |

- Atleta più premiato: Yury Kudinov ( Russia),
- nazione più premiata:  Russia (6 , 5 , 7 )

### 3 km knockout sprint
| Edizione       | Oro                           | Argento                    | Bronzo                          |
| -------------- | ----------------------------- | -------------------------- | ------------------------------- |
| Singapore 2025 | Florian Wellbrock ( Germania) | Dávid Betlehem ( Ungheria) | Marc-Antoine Olivier ( Francia) |

## Gare femminili

### 5 km individuali
| Edizione             | Oro                            | Argento                              | Bronzo                                              |
| -------------------- | ------------------------------ | ------------------------------------ | --------------------------------------------------- |
| Perth 1998           | Erica Rose ( Stati Uniti)      | Edith Van Dijk ( Paesi Bassi)        | Peggy Büchse ( Germania)                            |
| Honolulu 2000        | Peggy Büchse ( Germania)       | Kalyn Keller ( Stati Uniti)          | Viola Valli ( Italia)                               |
| Fukuoka 2001         | Viola Valli ( Italia)          | Peggy Büchse ( Germania)             | Hayley Lewis ( Australia)                           |
| Sharm el Sheikh 2002 | Viola Valli ( Italia)          | Edith Van Dijk ( Paesi Bassi)        | Hanna Miluska ( Svizzera)                           |
| Barcellona 2003      | Viola Valli ( Italia)          | Jana Pechanova ( Rep. Ceca)          | Britta Kamrau ( Germania)                           |
| Dubai 2004           | Larisa Il'čenko ( Russia)      | Ksenija Popova ( Russia)             | Sara McLarty ( Stati Uniti)                         |
| Montreal 2005        | Larisa Il'čenko ( Russia)      | Margy Keefe ( Stati Uniti)           | Edith van Dijk ( Paesi Bassi)                       |
| Napoli 2006          | Larisa Il'čenko ( Russia)      | Poliana Okimoto ( Brasile)           | Britta Kamrau ( Germania)                           |
| Melbourne 2007       | Larisa Il'čenko ( Russia)      | Ekaterina Seliverstova ( Russia)     | Kate Brookes-Peterson ( Australia)                  |
| Siviglia 2008        | Larisa Il'čenko ( Russia)      | Ekaterina Seliverstova ( Russia)     | Chloe Sutton ( Stati Uniti)                         |
| Roma 2009            | Melissa Gorman ( Australia)    | Larisa Ilchenko ( Russia)            | Poliana Okimoto ( Brasile)                          |
| Roberval 2010        | Eva Fabian ( Stati Uniti)      | Giorgia Consiglio ( Italia)          | Ana Marcela Cunha ( Brasile)                        |
| Shanghai 2011        | Swann Oberson ( Svizzera)      | Aurélie Muller ( Francia)            | Ashley Twichell ( Stati Uniti)                      |
| Barcellona 2013      | Haley Anderson ( Stati Uniti)  | Poliana Okimoto ( Brasile)           | Ana Marcela Cunha ( Brasile)                        |
| Kazan 2015           | Haley Anderson ( Stati Uniti)  | Kalliopi Araouzou ( Grecia)          | Finnia Wunram ( Germania)                           |
| Budapest 2017        | Ashley Twichell ( Stati Uniti) | Aurélie Muller ( Francia)            | Ana Marcela Cunha ( Brasile)                        |
| Gwangju 2019         | Ana Marcela Cunha ( Brasile)   | Aurélie Muller ( Francia)            | Hannah Moore ( Stati Uniti) Leonie Beck ( Germania) |
| Budapest 2022        | Ana Marcela Cunha ( Brasile)   | Aurélie Muller ( Francia)            | Giulia Gabbrielleschi ( Italia)                     |
| Fukuoka 2023         | Leonie Beck ( Germania)        | Sharon van Rouwendaal ( Paesi Bassi) | Ana Marcela Cunha ( Brasile)                        |
| Singapore 2025       | Moesha Johnson ( Australia)    | Ginevra Taddeucci ( Italia)          | Ichika Kajimoto ( Giappone)                         |

- Atleta più premiato: Larisa Il'čenko ( Russia),
- Nazione più premiata:  Russia, (5 , 4 )

### 10 km individuali
| Edizione             | Oro                                  | Argento                              | Bronzo                                               |
| -------------------- | ------------------------------------ | ------------------------------------ | ---------------------------------------------------- |
| Honolulu 2000        | Edith Van Dijk ( Paesi Bassi)        | Melissa Pasquali ( Italia)           | Peggy Büchse ( Germania)                             |
| Fukuoka 2001         | Peggy Büchse ( Germania)             | Irina Abyssova ( Russia)             | Edith Van Dijk ( Paesi Bassi)                        |
| Sharm el Sheikh 2002 | Britta Kamrau ( Germania)            | Viola Valli ( Italia)                | Angela Maurer ( Germania)                            |
| Barcellona 2003      | Viola Valli ( Italia)                | Angela Maurer ( Germania)            | Edith van Dijk ( Paesi Bassi)                        |
| Dubai 2004           | Britta Kamrau ( Germania)            | Jana Pechanova ( Rep. Ceca)          | Lauren Arndt ( Australia)                            |
| Montreal 2005        | Edith van Dijk ( Paesi Bassi)        | Federica Vitale ( Italia)            | Britta Kamrau ( Germania)                            |
| Napoli 2006          | Larisa Il'čenko ( Russia)            | Poliana Okimoto ( Brasile)           | Ksenija Popova ( Russia)                             |
| Melbourne 2007       | Larisa Ilchenko ( Russia)            | Cassandra Patten ( Regno Unito)      | Kate Brookes-Peterson ( Australia)                   |
| Siviglia 2008        | Larisa Ilchenko ( Russia)            | Cassandra Patten ( Regno Unito       | Yurema Requena ( Spagna                              |
| Roma 2009            | Keri-Anne Payne ( Regno Unito)       | Ekatarina Seliverstova ( Russia)     | Martina Grimaldi ( Italia)                           |
| Roberval 2010        | Martina Grimaldi ( Italia)           | Giorgia Consiglio ( Italia)          | Melissa Gorman ( Australia)                          |
| Shanghai 2011        | Keri-Anne Payne ( Regno Unito)       | Martina Grimaldi ( Italia)           | Marianna Lymperta ( Grecia)                          |
| Barcellona 2013      | Poliana Okimoto ( Brasile)           | Ana Marcela Cunha ( Brasile)         | Angela Maurer ( Germania)                            |
| Kazan 2015           | Aurélie Muller ( Francia)            | Sharon van Rouwendaal ( Paesi Bassi) | Ana Marcela Cunha ( Brasile)                         |
| Budapest 2017        | Aurélie Muller ( Francia)            | Samantha Arévalo ( Ecuador)          | Ana Marcela Cunha ( Brasile) Arianna Bridi ( Italia) |
| Gwangju 2019         | Xin Xin ( Cina)                      | Haley Anderson ( Stati Uniti)        | Rachele Bruni ( Italia)                              |
| Budapest 2022        | Sharon van Rouwendaal ( Paesi Bassi) | Ana Marcela Cunha ( Brasile)         | Leonie Beck ( Germania)                              |
| Fukuoka 2023         | Leonie Beck ( Germania)              | Chelsea Gubecka ( Australia)         | Katie Grimes ( Stati Uniti)                          |
| Singapore 2025       | Moesha Johnson ( Australia)          | Ginevra Taddeucci ( Italia)          | Lisa Pou ( Monaco)                                   |

- Atleta più premiato: Larisa Il'čenko ( Russia),
- Nazione più premiata:  Germania (4 , 1 , 5 )

### 25 km individuali
| Edizione             | Oro                               | Argento                              | Bronzo                               |
| -------------------- | --------------------------------- | ------------------------------------ | ------------------------------------ |
| Perth 1991           | Shelley Taylor-Smith ( Australia) | Martha Jahn ( Stati Uniti)           | Karen Burton ( Stati Uniti)          |
| Roma 1994            | Melissa Cunningham ( Australia)   | Rita Kovács ( Ungheria)              | Shelley Taylor-Smith ( Australia)    |
| Perth 1998           | Tobbie Smith ( Stati Uniti)       | Peggy Büchse ( Germania)             | Edith van Dijk ( Paesi Bassi)        |
| Honolulu 2000        | Edith van Dijk ( Paesi Bassi)     | Viola Valli ( Italia)                | Angela Maurer ( Germania)            |
| Fukuoka 2001         | Viola Valli ( Italia)             | Edith van Dijk ( Paesi Bassi)        | Angela Maurer ( Germania)            |
| Sharm el Sheikh 2002 | Edith van Dijk ( Paesi Bassi)     | Angela Maurer ( Germania)            | Britta Kamrau ( Germania)            |
| Barcellona 2003      | Edith van Dijk ( Paesi Bassi)     | Britta Kamrau ( Germania)            | Angela Maurer ( Germania)            |
| Dubai 2004           | Britta Kamrau ( Germania)         | Edith van Dijk ( Paesi Bassi)        | Natalia Pankina ( Russia)            |
| Montreal 2005        | Edith van Dijk ( Paesi Bassi)     | Britta Kamrau ( Germania)            | Laura La Piana ( Italia)             |
| Napoli 2006          | Angela Maurer ( Germania)         | Natalia Pankina ( Russia)            | Ksenija Popova ( Russia)             |
| Melbourne 2007       | Britta Kamrau ( Germania)         | Kalyn Keller ( Stati Uniti)          | Ksenija Popova ( Russia)             |
| Siviglia 2008        | Ksenija Popova ( Russia)          | Edith van Dijk ( Paesi Bassi)        | Natalia Pankina ( Russia)            |
| Roma 2009            | Angela Maurer ( Germania)         | Anna Uvarova ( Russia)               | Federica Vitale ( Italia)            |
| Roberval 2010        | Linsy Heister ( Paesi Bassi)      | Margarita Dominguez ( Spagna)        | Celia Barrot ( Francia)              |
| Shanghai 2011        | Ana Marcela Cunha ( Brasile)      | Angela Maurer ( Germania)            | Alice Franco ( Italia)               |
| Barcellona 2013      | Martina Grimaldi ( Italia)        | Angela Maurer ( Germania)            | Eva Fabian ( Stati Uniti)            |
| Kazan 2015           | Ana Marcela Cunha ( Brasile)      | Anna Olasz ( Ungheria)               | Angela Maurer ( Germania)            |
| Budapest 2017        | Ana Marcela Cunha ( Brasile)      | Sharon van Rouwendaal ( Paesi Bassi) | Arianna Bridi ( Italia)              |
| Gwangju 2019         | Ana Marcela Cunha ( Brasile)      | Finnia Wunram ( Germania)            | Lara Grangeon ( Francia)             |
| Budapest 2022        | Ana Marcela Cunha ( Brasile)      | Lea Boy ( Germania)                  | Sharon van Rouwendaal ( Paesi Bassi) |

- Atleta più premiata: Ana Marcela Cunha ( Brasile),
- Nazione più premiata:  Paesi Bassi (5 , 4 , 1 )

### 3 km knockout sprint
| Edizione       | Oro                         | Argento                     | Bronzo                                                 |
| -------------- | --------------------------- | --------------------------- | ------------------------------------------------------ |
| Singapore 2025 | Ichika Kajimoto ( Giappone) | Ginevra Taddeucci ( Italia) | Moesha Johnson ( Australia) Bettina Fábián ( Ungheria) |

## Gare a squadre (miste)

### 6 km
nota: dal 1998 al 2005 la classifica è stata stilata sommando i tempi ottenuti nella prova individuale mentre dal 2011 si disputa una gara separata a cronometro. Dal 1998 al 2019 la gara si è svolta sulla distanza di 5km, allunga a 6km dal 2022.
| Edizione             | Oro                                                                                   | Argento | Bronzo                                                                                |
| -------------------- | ------------------------------------------------------------------------------------- | --- | ------------------------------------------------------------------------------------- |
| Perth 1998           | Stati Uniti John Flanagan Erica Rose Austin Ramirez                                   | Russia Aleksej Akat'ev Evgeni Bezruchenko Olga Guseva                                                                      | Italia Luca Baldini Fabio Venturini Valeria Casprini                                  |
| Honolulu 2000        | Italia Luca Baldini Fabio Venturini Viola Valli                                       | Russia Evgeni Bezruchenko Aleksej Akat'ev Irina Abyssova                                                                   | Germania Christof Wandratsch Ben Hoffmann Peggy Büchse                                |
| Sharm el Sheikh 2002 | Italia Luca Baldini Stefano Rubaudo Viola Valli                                       | Germania Thomas Lurz Christian Hein Nadine Pastor                                                                          | Australia Mark Saliba Grant Cleland Trudee Hutchinson                                 |
| Dubai 2004           | Germania Christian Hein Thomas Lurz Britta Kamrau                                     | Australia Grant Cleland Josh Santacaterina Lauren Arndt                                                                    | Russia Evgenij Dratcev Maksim Luchnikov Larisa Ilchenko                               |
| Montréal 2005        | Russia Daniil Serebrennikov Evgenij Dratcev Larisa Ilchenko                           | Stati Uniti Chip Peterson Scott Kaufmann Margy Keefe                                                                       | Italia Simone Ercoli Samuele Pampana Alessia Paoloni                                  |
| Shanghai 2011        | Stati Uniti Andrew Gemmell Ashley Twichell Sean Ryan                                  | Australia Melissa Gorman Ky Hurst Rhys Mainstone                                                                           | Germania Thomas Lurz Isabelle Härle Jan Wolfgarten                                    |
| Barcellona 2013      | Germania Isabelle Härle Thomas Lurz Christian Reichert                                | Grecia Kalliopi Araouzou Spyridōn Gianniōtīs Antonios Fokaidis                                                             | Brasile Poliana Okimoto Allan do Carmo Samuel de Bona                                 |
| Kazan 2015           | Germania Rob Muffels Christian Reichert Isabelle Härle                                | Brasile Allan do Carmo Diogo Villarinho Ana Marcela Cunha Paesi Bassi Marcel Schouten Ferry Weertman Sharon van Rouwendaal | non assegnato                                                                         |
| Budapest 2017        | Francia Oceane Cassignol Logan Fontaine Aurélie Muller Marc-Antoine Olivier           | Stati Uniti Brendan Casey Ashley Twichell Haley Anderson Jordan Wilimovsky                                                 | Italia Rachele Bruni Giulia Gabbrielleschi Federico Vanelli Mario Sanzullo            |
| Gwangju 2019         | Germania Lea Boy Sarah Köhler Sören Meißner Rob Muffels                               | Italia Rachele Bruni Giulia Gabbrielleschi Domenico Acerenza Gregorio Paltrinieri                                          | Stati Uniti Haley Anderson Jordan Wilimovsky Ashley Twichell Michael Brinegar         |
| Budapest 2022        | Germania Lea Boy Oliver Klemet Leonie Beck Florian Wellbrock                          | Ungheria Réka Rohács Anna Olasz Dávid Betlehem Kristóf Rasovszky                                                           | Italia Ginevra Taddeucci Giulia Gabbrielleschi Domenico Acerenza Gregorio Paltrinieri |
| Fukuoka 2023         | Italia Ginevra Taddeucci Giulia Gabbrielleschi Domenico Acerenza Gregorio Paltrinieri | Ungheria Bettina Fabian Anna Olasz Kristóf Rasovszky Dávid Betlehem                                                        | Australia Chelsea Gubecka Moesha Johnson Nicholas Sloman Kyle Lee                     |
| Budapest 2022        | Germania Celine Rieder Oliver Klemet Isabel Marie Gose Florian Wellbrock              | Italia Barbara Pozzobon Ginevra Taddeucci Marcello Guidi Gregorio Paltrinieri                                              | Ungheria Bettina Fábián Viktória Mihályvári-Farkas Kristóf Rasovszky Dávid Betlehem   |

- Nazione più premiata:  Germania,

### 10 km
| Edizione             | Oro                                                      | Argento                                                             | Bronzo                                                        |
| -------------------- | -------------------------------------------------------- | ------------------------------------------------------------------- | ------------------------------------------------------------- |
| Honolulu 2000        | Germania Christof Wandratsch Andreas Maurer Peggy Büchse | Russia Evgeni Bezruchenko Vladimir Dyatchin Irina Abyssova          | Stati Uniti Ben Haley Matt Martin Dawn Heckman                |
| Sharm el Sheikh 2002 | Italia Simone Ercoli Fabio Venturini Viola Valli         | Australia Mark Saliba Grant Cleland Trudee Hutchinson               | Germania Thomas Lurz Christian Hansmann Britta Kamrau         |
| Dubai 2004           | Germania Christian Hein Thomas Lurz Britta Kamrau        | Russia Daniil Serebrennikov Evgeni Kochkarov Ekaterina Seliverstova | Australia Grant Cleland Josh Santacaterina Lauren Arndt       |
| Montréal 2005        | Germania Thomas Lurz Toni Franz Britta Kamrau            | Stati Uniti Chip Peterson John Kenny Erica Rose                     | Australia Brendan Capell Josh Santacaterina Trudee Hutchinson |

- Nazione più premiata:  Germania,

### 25 km
| Edizione             | Oro                                                                         | Argento                                                                  | Bronzo                                                   |
| -------------------- | --------------------------------------------------------------------------- | ------------------------------------------------------------------------ | -------------------------------------------------------- |
| Perth 1991           | Stati Uniti Chad Hundeby Jay Wilkerson Kren Burton Martha Jahn              | Australia David O'Brien Peter Galvin Shelley Taylor-Smith Tammy van Wise | due squadre classificate                                 |
| Roma 1994            | Australia Melissa Cunningham David Bates Shelley Taylor-Smith David O'Brien | Germania Christof Wandratsch Andreas Balwe Peggy Büchse                  | Ungheria Rita Kovács Zoltan Kade Attila Molnár           |
| Perth 1998           | Italia Claudio Gargaro Valeria Casprini Fabrizio Pescatori                  | Australia Grant Robinson Mark Saliba Tracey Knowles                      | Germania Andre Wilde Peggy Büchse Britta Kamrau          |
| Honolulu 2000        | Russia Yuri Kudinov Aleksei Akatyev Natalia Pankina                         | Italia Claudio Gargaro Fabio Fusi Viola Valli                            | Francia Stéphane Gomez Stéphane Lecat Audry Boitte       |
| Sharm el Sheikh 2002 | Russia Yuri Kudinov Anton Sanachev Natalia Pankina                          | Germania Andre Wilde Christian Hansmann Angela Maurer                    | Rep. Ceca Rostislav Vitek Pavel Srb Yvetta Hlaváčková    |
| Dubai 2004           | Russia Yuri Kudinov Evgeni Kochkarov Natalia Pankina                        | Francia Stéphane Gomez Bertrand Venturi Floriane Richard                 | Rep. Ceca Jakub Fichtl Rostislav Vitek Yvetta Hlaváčková |
| Montréal 2005        | Australia Brendan Capell Josh Santacaterina Trudee Hutchinson               | Russia Yuri Kudinov Anton Sanachev Olesya Shlagina                       | Italia Marco Formentini Claudio Gargaro Laura La Piana   |

- Nazione più premiata:  Russia,

## Medagliere complessivo gare mondiali di fondo
(Aggiornato all'edizione di Singapore 2025)
| Posizione | Paese         | Oro | Argento | Bronzo | Totale |
| --------- | ------------- | --- | ------- | ------ | ------ |
| 1         | Germania      | 37  | 23      | 24     | 84     |
| 2         | Russia        | 27  | 24      | 22     | 73     |
| 3         | Italia        | 19  | 26      | 24     | 69     |
| 4         | Stati Uniti   | 14  | 14      | 11     | 39     |
| 5         | Paesi Bassi   | 10  | 10      | 6      | 26     |
| 6         | Australia     | 10  | 9       | 14     | 33     |
| 7         | Brasile       | 8   | 5       | 9      | 22     |
| 8         | Francia       | 6   | 9       | 7      | 22     |
| 9         | Grecia        | 2   | 4       | 3      | 9      |
| 10        | Gran Bretagna | 2   | 4       | 1      | 7      |
| 11        | Ungheria      | 1   | 6       | 5      | 12     |
| 12        | Spagna        | 1   | 5       | 2      | 8      |
| 13        | Bulgaria      | 1   | 1       | 5      | 7      |
| 14        | Canada        | 1   | 1       | 1      | 3      |
| 15        | Svizzera      | 1   | 0       | 1      | 2      |
| 15        | Sudafrica     | 1   | 0       | 1      | 2      |
| 15        | Tunisia       | 1   | 0       | 1      | 2      |
| 15        | Giappone      | 1   | 0       | 1      | 2      |
| 19        | Cina          | 1   | 0       | 0      | 1      |
| 20        | Rep. Ceca     | 0   | 2       | 2      | 4      |
| 21        | Ecuador       | 0   | 1       | 0      | 1      |
| 22        | Argentina     | 0   | 0       | 2      | 2      |
| 23        | Egitto        | 0   | 0       | 1      | 1      |
| 23        | Belgio        | 0   | 0       | 1      | 1      |
| 23        | Ucraina       | 0   | 0       | 1      | 1      |
| 23        | Monaco        | 0   | 0       | 1      | 1      |
| Totale    | Totale        | 144 | 145     | 145    | 434    |